# 笠木忍
笠木忍（日语：笠木忍，1980年7月28日—），日本AV女優、漫画家。
出身於東京都（故鄉是青森縣）。所屬事務所是バンビプロモーション。

## 簡歷
2001年以單體出道。
演出過數百部AV，主要是獨立作品。蘿莉系的臉孔和霸道的個性使她廣受好評，與長瀨愛、堤沙也加、桃井望被稱為獨立四天王。
2004年4月4日引退。做為辦公室的OL，並在コアマガジン的雜誌上當漫畫家。
2007年1月以裸體模特的身分復出於攝影會。2009年後完全退出成人產業。
2011年6月18日，相隔7年後以單體AV女優的身分復出。
2021年取得針灸師的執照，並開始按摩業。
擅長料理，興趣是購物。

## 外部連結
- Shinobu Kasagi的X（前Twitter）